# Чичерин, Николай Александрович
Николай Александрович Чичерин (1771—1837), российский командир эпохи наполеоновских войн, генерал-майор Русской императорской армии.

## Биография
Николай Чичерин родился в 1771 году. Сын Александра Денисовича Чичерина и графини Екатерины Петровны Девиер, внучатой племянницы светлейшего князя А. Д. Меншикова; брат генерал-адъютанта Петра Чичерина.

Служил в Конном лейб-гвардии полку в чине полковника, 20 мая 1808 года был награждён орденом Святого Георгия 4-го класса: 
в воздаяние отличного мужества и храбрости, оказанных в сражениях против французских войск 28 и 29 мая при Гейльсберге и 2 июня при Фридланде, где, находясь при генерал-лейтенанте Кологривове, все деланные на него возложения, невзирая на жесточайший неприятельский огонь, исполнял с особенною точностью и мужеством.
Дослужившись до генерал-майора вышел в отставку, но с началом Отечественной войны 10 августа 1812 года возвратился на воинскую службу и состоял при цесаревиче Константине Павловиче, а затем при начальнике 27-й пехотной дивизии, командиром 1-й бригады которой был назначен 25 декабря 1815 года.
10 января 1816 года — уволен в почётную отставку.
Николай Александрович Чичерин умер в 1837 году.